# Pierre Guérard
Pour les articles homonymes, voir Guérard.
Pierre Guérard (12 juillet 1900 à Paris 8e - 26 août 1997 à Paris 4e) est un homme politique français.

## Biographie
Ingénieur, il est député de la Seine de 1951 à 1955.
En 1988, après avoir quitté le CNIP, il devient membre du bureau de la Fédération nationale des indépendants.